# FA Cup 1887/88

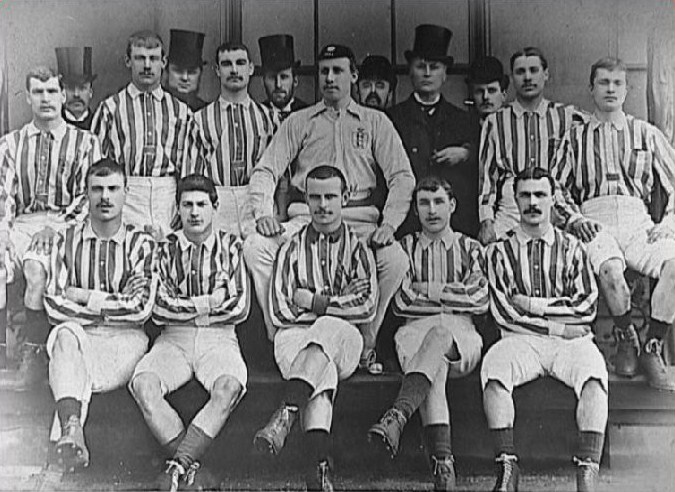
Die Sieger-Mannschaft von West Bromwich Albion (1888).

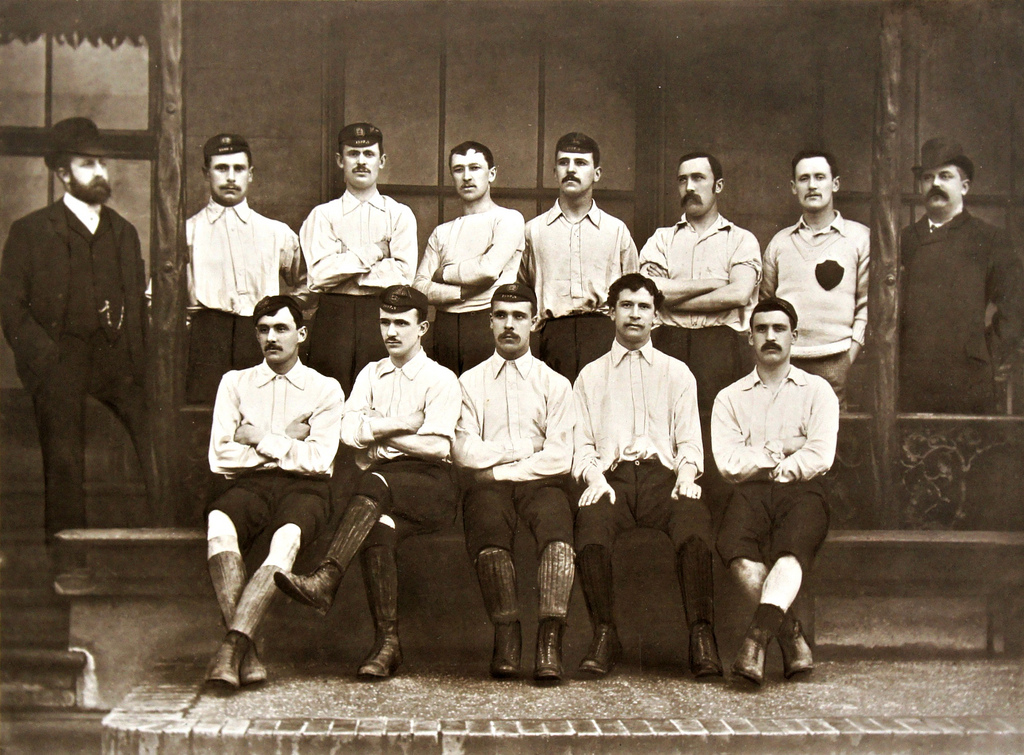
Der unterlegene Finalist von Preston North End (1888).

Der FA Cup 1887/88 war die 17. Austragung des The Football Association Challenge Cup (meist als FA Cup bekannt). Die Pokalsaison begann mit 149 Vereinen, wurde letztlich jedoch nur von 145 Vereinen real ausgespielt.
Der Pokalwettbewerb startete am 8. Oktober 1887 mit der ersten Runde und endete mit dem Finalspiel im Kennington Oval in London am 24. März 1888 vor einer Kulisse von etwa 19.000 Zuschauern. Sieger des Wettbewerbs wurde zum ersten Mal West Bromwich Albion. Unterlegener Finalist war Preston North End.

## Wettbewerb

### Erste Runde
| Datum             |                       | Ergebnis |                                  |
| ----------------- | --------------------- | -------- | -------------------------------- |
| 8. Oktober 1887   | Blackburn Park Road   | [1]2:1   | FC Distillery                    |
| 8. Oktober 1887   | Hitchin FC            | 2:5      | Old Wykehamists                  |
| 8. Oktober 1887   | FC Llangollen         | [1]7:3   | FC Oswestry                      |
| 8. Oktober 1887   | FC Marlow             | 4:1      | South Reading                    |
| 8. Oktober 1887   | Old Brightonians      | 1:0      | Swindon Town                     |
| 8. Oktober 1887   | Old Etonians          | 4:2      | Lancing Old Boys                 |
| 15. Oktober 1887  | FC Accrington         | 11:00    | FC Rossendale                    |
| 15. Oktober 1887  | Aston Shakespeare     | [1]2:3   | Burton Wanderers                 |
| 15. Oktober 1887  | Basford Rovers        | 3:2      | Lincoln Albion                   |
| 15. Oktober 1887  | Belper Town           | 2:3      | The Wednesday                    |
| 15. Oktober 1887  | Birmingham Excelsior  | [1]4:1   | Warwick County                   |
| 15. Oktober 1887  | Bolton Wanderers      | [1]1:0   | FC Everton                       |
| 15. Oktober 1887  | FC Bootle             | 6:0      | AFC Workington                   |
| 15. Oktober 1887  | FC Burnley            | [1]4:0   | Darwen Old Wanderers             |
| 15. Oktober 1887  | Burton Swifts         | 7:0      | FC Southfield                    |
| 15. Oktober 1887  | FC Chatham            | 5:1      | Luton Town                       |
| 15. Oktober 1887  | FC Chesham            | [1]4:2   | Watford Rovers                   |
| 15. Oktober 1887  | FC Chester            | 2:3      | FC Davenham                      |
| 15. Oktober 1887  | FC Chirk              | 4:1      | Chester St. Oswald’s             |
| 15. Oktober 1887  | Cleethorpes Town      | 0:4      | Grimsby Town                     |
| 15. Oktober 1887  | Crewe Alexandra       | 5:0      | FC Druids                        |
| 15. Oktober 1887  | FC Crusaders          | 9:0      | FC Lyndhurst                     |
| 15. Oktober 1887  | Derby Junction        | 3:2      | Derby St. Luke’s                 |
| 15. Oktober 1887  | FC Ecclesfield        | 4:1      | Derby Midland                    |
| 15. Oktober 1887  | Elswick Rangers       | 3:3      | Bishop Auckland Church Institute |
| 15. Oktober 1887  | Fleetwood Rangers     | 4:1      | FC West Manchester               |
| 15. Oktober 1887  | Gainsborough Trinity  | 7:0      | FC Boston                        |
| 15. Oktober 1887  | Gateshead Association | 0:3      | FC Darlington                    |
| 15. Oktober 1887  | Grantham Town         | 4:0      | Lincoln Lindum                   |
| 15. Oktober 1887  | FC Hendon             | 2:4      | Old Harrovians FC                |
| 15. Oktober 1887  | Higher Walton         | 8:1      | Heywood Central                  |
| 15. Oktober 1887  | FC Hurst              | [1]5:3   | Astley Bridge                    |
| 15. Oktober 1887  | FC Leek               | 2:2      | Northwich Victoria               |
| 15. Oktober 1887  | Lincoln City          | 4:1      | FC Horncastle                    |
| 15. Oktober 1887  | Liverpool Stanley     | 1:5      | FC Halliwell                     |
| 15. Oktober 1887  | London Caledonians    | 1:6      | Old Foresters FC                 |
| 15. Oktober 1887  | Long Eaton Rangers    | 6:3      | Park Grange                      |
| 15. Oktober 1887  | Macclesfield Town     | 1:3      | Shrewsbury Town                  |
| 15. Oktober 1887  | Matlock Town          | 2:3      | Rotherham Town                   |
| 15. Oktober 1887  | FC Middlesbrough      | 4:0      | FC Whitburn                      |
| 15. Oktober 1887  | Newcastle West End    | 5:1      | FC Redcar                        |
| 15. Oktober 1887  | Nottingham Forest     | 2:1      | Notts Swifts                     |
| 15. Oktober 1887  | Notts County          | 9:0      | Lincoln Ramblers                 |
| 15. Oktober 1887  | Notts Olympic         | [1]3:6   | Mellors Limited                  |
| 15. Oktober 1887  | Notts Rangers         | 10:10    | FC Jardines                      |
| 15. Oktober 1887  | Old Carthusians       | 5:0      | Hanover United                   |
| 15. Oktober 1887  | Old St. Mark’s        | 7:2      | East Sheen                       |
| 15. Oktober 1887  | Old Westminsters      | 4:1      | FC Clapton                       |
| 15. Oktober 1887  | Oldbury Town          | 0:4      | Aston Villa                      |
| 15. Oktober 1887  | Oswaldtwistle Rovers  | 3:4      | FC Witton                        |
| 15. Oktober 1887  | Over Wanderers        | 3:1      | Wellington St. George’s          |
| 15. Oktober 1887  | FC Owlerton           | 2:1      | Eckington Works                  |
| 15. Oktober 1887  | Preston North End     | 26:00    | FC Hyde                          |
| 15. Oktober 1887  | FC Rawtenstall        | 1:3      | FC Darwen                        |
| 15. Oktober 1887  | FC Reading            | [1]0:2   | FC Dulwich                       |
| 15. Oktober 1887  | Royal Engineers AFC   | [1]3:0   | FC Rochester                     |
| 15. Oktober 1887  | FC Scarborough        | 3:5      | FC Shankhouse                    |
| 15. Oktober 1887  | FC Sheffield          | 1:3      | Lockwood Brothers                |
| 15. Oktober 1887  | Sheffield Heeley      | 9:0      | FC Attercliffe                   |
| 15. Oktober 1887  | Small Heath Alliance  | 6:1      | Aston Unity                      |
| 15. Oktober 1887  | FC South Bank         | 3:2      | Newcastle East End               |
| 15. Oktober 1887  | Stafford Road         | [1]2:1   | Great Bridge Unity               |
| 15. Oktober 1887  | FC Staveley           | 1:2      | Derby County                     |
| 15. Oktober 1887  | FC Stoke              | 1:0      | Burslem Port Vale                |
| 15. Oktober 1887  | AFC Sunderland        | [1]4:2   | Morpeth Harriers                 |
| 15. Oktober 1887  | FC Swifts             | 3:1      | FC Maidenhead                    |
| 15. Oktober 1887  | Walsall Swifts        | 1:2      | Wolverhampton Wanderers          |
| 15. Oktober 1887  | Walsall Town          | 1:2      | Mitchell’s St. George’s          |
| 15. Oktober 1887  | West Bromwich Albion  | 7:1      | Wednesbury Old Athletic          |
| nicht ausgetragen | Blackburn Rovers      |          | FC Bury                          |
| nicht ausgetragen | FC Church             |          | Cliftonville FC                  |
| nicht ausgetragen | Millwall Rovers       |          | Casuals FC                       |
| nicht ausgetragen | FC South Shore        |          | FC Denton                        |
| Freilos           | Blackburn Olympic     |          |                                  |
| Freilos           | FC Hotspur            |          |                                  |
| Freilos           | Wrexham Olympic       |          |                                  |

#### Wiederholungsspiele
| Datum             |                                  | Ergebnis |                      |
| ----------------- | -------------------------------- | -------- | -------------------- |
| 22. Oktober 1887  | Bishop Auckland Church Institute | 0:2      | Elswick Rangers      |
| 22. Oktober 1887  | Great Bridge Unity               | 1:1      | Stafford Road        |
| 22. Oktober 1887  | FC Llangollen                    | 0:2      | FC Oswestry          |
| 22. Oktober 1887  | Morpeth Harriers                 | 2:3      | AFC Sunderland       |
| 22. Oktober 1887  | Northwich Victoria               | 4:2      | FC Leek              |
| 22. Oktober 1887  | Notts Olympic                    | 1:2      | Mellors Limited      |
| 22. Oktober 1887  | Oswaldtwistle Rovers             | 1:4      | FC Witton            |
| 22. Oktober 1887  | Warwick County                   | 0:5      | Birmingham Excelsior |
| 22. Oktober 1887  | Watford Rovers                   | 3:1      | FC Chesham           |
| 29. Oktober 1887  | FC Everton                       | 2:2      | Bolton Wanderers     |
| 12. November 1887 | Bolton Wanderers                 | 1:1      | FC Everton           |
| 19. November 1887 | FC Everton                       | [1]2:1   | Bolton Wanderers     |
| nicht ausgetragen | Astley Bridge                    |          | FC Hurst             |
| nicht ausgetragen | Aston Shakespeare                |          | Burton Wanderers     |
| nicht ausgetragen | FC Burnley                       |          | Darwen Old Wanderers |
| nicht ausgetragen | FC Dulwich                       |          | FC Reading           |
| nicht ausgetragen | Great Bridge Unity               |          | Stafford Road        |
| nicht ausgetragen | Royal Engineers AFC              |          | FC Rochester         |

### Zweite Runde
| Datum             |                         | Ergebnis |                      |
| ----------------- | ----------------------- | -------- | -------------------- |
| 29. Oktober 1887  | FC Crusaders            | 3:2      | Old Wykehamists      |
| 5. November 1887  | FC Accrington           | 3:2      | FC Burnley           |
| 5. November 1887  | Astley Bridge           | 0:4      | FC Halliwell         |
| 5. November 1887  | Blackburn Olympic       | 1:5      | Blackburn Rovers     |
| 5. November 1887  | FC Bootle               | 1:1      | FC South Shore       |
| 5. November 1887  | Burton Swifts           | 2:5      | Great Bridge Unity   |
| 5. November 1887  | FC Chatham              | 3:1      | Royal Engineers AFC  |
| 5. November 1887  | FC Chirk                | 10:2     | Shrewsbury Town      |
| 5. November 1887  | FC Darlington           | 4:3      | Elswick Rangers      |
| 5. November 1887  | FC Darwen               | 2:0      | FC Church            |
| 5. November 1887  | Derby County            | 6:0      | FC Ecclesfield       |
| 5. November 1887  | Derby Junction          | 3:2      | Rotherham Town       |
| 5. November 1887  | FC Distillery           | 2:4      | FC Witton            |
| 5. November 1887  | FC Dulwich              | 2:1      | FC Hotspur           |
| 5. November 1887  | Fleetwood Rangers       | 1:3      | Higher Walton        |
| 5. November 1887  | Lincoln City            | 2:1      | Gainsborough Trinity |
| 5. November 1887  | Long Eaton Rangers      | 1:2      | The Wednesday        |
| 5. November 1887  | FC Marlow               | 2:3      | Old Foresters FC     |
| 5. November 1887  | FC Middlesbrough        | 4:1      | FC South Bank        |
| 5. November 1887  | Mitchell’s St. George’s | 0:1      | West Bromwich Albion |
| 5. November 1887  | Northwich Victoria      | 0:1      | Crewe Alexandra      |
| 5. November 1887  | Nottingham Forest       | 2:0      | Mellors Limited      |
| 5. November 1887  | Notts Rangers           | 4:0      | Grantham Town        |
| 5. November 1887  | Old Etonians            | 3:2      | Old St. Mark’s       |
| 5. November 1887  | Old Harrovians FC       | 0:4      | Old Brightonians     |
| 5. November 1887  | Old Westminsters        | 8:1      | Millwall Rovers      |
| 5. November 1887  | Over Wanderers          | 0:2      | FC Stoke             |
| 5. November 1887  | FC Owlerton             | 1:0      | Sheffield Heeley     |
| 5. November 1887  | Preston North End       | 9:1      | Bolton Wanderers     |
| 5. November 1887  | Small Heath Alliance    | 0:4      | Aston Villa          |
| 5. November 1887  | AFC Sunderland          | 3:1      | Newcastle West End   |
| 5. November 1887  | Watford Rovers          | 1:3      | Old Carthusians      |
| 5. November 1887  | Wolverhampton Wanderers | 3:0      | Aston Shakespeare    |
| 5. November 1887  | Wrexham Olympic         | 1:2      | FC Davenham          |
| 26. November 1887 | Preston North End       | 6:1      | FC Everton           |
| nicht ausgetragen | Notts County            |          | Basford Rovers       |
| Freilos           | Birmingham Excelsior    |          |                      |
| Freilos           | Grimsby Town            |          |                      |
| Freilos           | Lockwood Brothers       |          |                      |
| Freilos           | FC Oswestry             |          |                      |
| Freilos           | FC Shankhouse           |          |                      |
| Freilos           | FC Swifts               |          |                      |

#### Wiederholungsspiel
| Datum             |                | Ergebnis |           |
| ----------------- | -------------- | -------- | --------- |
| 12. November 1887 | FC South Shore | 0:3      | FC Bootle |

### Dritte Runde
| Datum             |                      | Ergebnis |                         |
| ----------------- | -------------------- | -------- | ----------------------- |
| 19. November 1887 | FC Davenham          | 2:2      | FC Chirk                |
| 19. November 1887 | Derby Junction       | 2:1      | Lockwood Brothers       |
| 24. November 1887 | Old Carthusians      | 5:0      | Old Brightonians        |
| 26. November 1887 | Accrington           | 1:3      | Blackburn Rovers        |
| 26. November 1887 | Crusaders FC         | 4:0      | FC Chatham              |
| 26. November 1887 | FC Darlington        | 0:2      | FC Shankhouse           |
| 26. November 1887 | FC Darwen            | 1:1      | FC Witton               |
| 26. November 1887 | Derby County         | 6:2      | FC Owlerton             |
| 26. November 1887 | FC Dulwich           | 1:3      | FC Swifts               |
| 26. November 1887 | Great Bridge Unity   | 2:1      | Birmingham Excelsior    |
| 26. November 1887 | Grimsby Town         | 2:0      | Lincoln City            |
| 26. November 1887 | Higher Walton        | 1:6      | FC Bootle               |
| 26. November 1887 | FC Middlesbrough     | 2:2      | AFC Sunderland          |
| 26. November 1887 | Nottingham Forest    | 2:1      | Notts County            |
| 26. November 1887 | Old Etonians         | 7:2      | Old Westminsters        |
| 26. November 1887 | FC Stoke             | 3:0      | FC Oswestry             |
| 26. November 1887 | West Bromwich Albion | 2:0      | Wolverhampton Wanderers |
| 3. Dezember 1887  | Preston North End    | 4:0      | FC Halliwell            |
| Freilos           | Aston Villa          |          |                         |
| Freilos           | Crewe Alexandra      |          |                         |
| Freilos           | Notts Rangers        |          |                         |
| Freilos           | Old Foresters FC     |          |                         |
| Freilos           | The Wednesday        |          |                         |

#### Wiederholungsspiele
| Datum             |                | Ergebnis |                  |
| ----------------- | -------------- | -------- | ---------------- |
| 26. November 1887 | FC Chirk       | 6:1      | FC Davenham      |
| 3. Dezember 1887  | AFC Sunderland | [1]4:2   | FC Middlesbrough |
| 3. Dezember 1887  | FC Witton      | 0:2      | FC Darwen        |

### Vierte Runde
| Datum             |                      | Ergebnis |               |
| ----------------- | -------------------- | -------- | ------------- |
| 10. Dezember 1887 | Crewe Alexandra      | 2:2      | FC Swifts     |
| 17. Dezember 1887 | Crusaders FC         | 0:1      | The Wednesday |
| 17. Dezember 1887 | FC Darwen            | 3:1      | Notts Rangers |
| 17. Dezember 1887 | Great Bridge Unity   | 1:2      | FC Bootle     |
| 17. Dezember 1887 | Nottingham Forest    | 6:0      | Old Etonians  |
| 17. Dezember 1887 | Old Foresters FC     | 4:2      | Grimsby Town  |
| 17. Dezember 1887 | FC Shankhouse        | 0:9      | Aston Villa   |
| Freilos           | Blackburn Rovers     |          |               |
| Freilos           | FC Chirk             |          |               |
| Freilos           | Derby County         |          |               |
| Freilos           | Derby Junction       |          |               |
| Freilos           | FC Middlesbrough     |          |               |
| Freilos           | Old Carthusians      |          |               |
| Freilos           | Preston North End    |          |               |
| Freilos           | FC Stoke             |          |               |
| Freilos           | West Bromwich Albion |          |               |

#### Wiederholungsspiele
| Datum             |                 | Ergebnis |                 |
| ----------------- | --------------- | -------- | --------------- |
| 17. Dezember 1887 | FC Swifts       | [1]3:2   | Crewe Alexandra |
| 31. Dezember 1887 | Crewe Alexandra | 2:1      | FC Swifts       |

### Fünfte Runde
| Datum             |                      | Ergebnis |                   |
| ----------------- | -------------------- | -------- | ----------------- |
| 31. Dezember 1887 | FC Chirk             | 0:1      | Derby Junction    |
| 7. Januar 1888    | Aston Villa          | 1:3      | Preston North End |
| 7. Januar 1888    | Crewe Alexandra      | 1:0      | Derby County      |
| 7. Januar 1888    | FC Darwen            | 0:3      | Blackburn Rovers  |
| 7. Januar 1888    | FC Middlesbrough     | 4:0      | Old Foresters FC  |
| 7. Januar 1888    | Nottingham Forest    | 2:4      | The Wednesday     |
| 7. Januar 1888    | Old Carthusians      | 2:0      | FC Bootle         |
| 7. Januar 1888    | West Bromwich Albion | 4:1      | FC Stoke          |

### Sechste Runde
| Datum           |                      | Ergebnis |                   |
| --------------- | -------------------- | -------- | ----------------- |
| 28. Januar 1888 | West Bromwich Albion | 4:2      | Old Carthusians   |
| 30. Januar 1888 | The Wednesday        | 1:3      | Preston North End |
| 28. Januar 1888 | Derby Junction       | 2:1      | Blackburn Rovers  |
| 28. Januar 1888 | FC Middlesbrough     | 0:2      | Crewe Alexandra   |

### Halbfinale
Die beiden Spiele wurden am 18. Februar 1888 ausgetragen.
|                      | Ergebnis |                 | Ort            |
| -------------------- | -------- | --------------- | -------------- |
| Preston North End    | 4:0      | Crewe Alexandra | Liverpool      |
| West Bromwich Albion | 3:0      | Derby Junction  | Stoke-on-Trent |

### Finale
| West Bromwich Albion                               | West Bromwich Albion | Preston North End | Preston North End |
| -------------------------------------------------- | --- | --- | ----------------- |
| West Bromwich Albion                               | \| Finale \| \| Samstag, 24. März 1888 in London (Kennington Oval) \| \| Ergebnis: 2:1 \| \| Zuschauer: 19.000 \| \| Schiedsrichter: Major Francis Marindin \| \| Spielbericht \| | \| Finale \| \| Samstag, 24. März 1888 in London (Kennington Oval) \| \| Ergebnis: 2:1 \| \| Zuschauer: 19.000 \| \| Schiedsrichter: Major Francis Marindin \| \| Spielbericht \| | Preston North End |
| West Bromwich Albion                               | Bob Roberts – Harry Green, Albert Aldridge – Ezra Horton, Charlie Perry, George Timmins – George Woodhall, Billy Bassett, Jem Bayliss, Joe Wilson, Tom Pearson                    | Robert Mills-Roberts – Bob Howarth, Nick Ross – Bob Holmes, David Russell, Johnny Graham – Jack Gordon, Jimmy Ross, John Goodall, Fred Dewhurst, George Drummond                  | Preston North End |
| West Bromwich Albion                               | George Woodhall Jem Bayliss | Fred Dewhurst | Preston North End |
| Finale                                             | | |                   |
| Samstag, 24. März 1888 in London (Kennington Oval) | | |                   |
| Ergebnis: 2:1                                      | | |                   |
| Zuschauer: 19.000                                  | | |                   |
| Schiedsrichter: Major Francis Marindin             | | |                   |
| Spielbericht                                       | | |                   |